# Den ofrivilliga trilogin
Den ofrivilliga trilogin, en romantrilogi av den portugisiske författaren tillika nobelpristagare i litteratur år 1998 José Saramago, som består av böckerna Blindheten, Alla namnen samt Grottan.